# Cataetyx messieri
La brótula patagónica o doncella patagónica (Cataetyx messieri) es una especie de pez marino de la familia de las brótulas vivíparas, distribuidos por el sur de Argentina y el sur de Chile, la región de la Patagonia.

## Anatomía
Con la forma del cuerpo típica de la familia, alcanzar una longitud máxima descrita de unos 28 cm; no tienen espinas en ninguna de las aletas y cientos de radios blandos, con el cuerpo de color marrón uniforme y las partes inferiores de la cabeza algo más pálidas.

## Hábitat y biología
Viven exclusivamente en la parte más al sur de Chile, en el océano Pacífico, y de Argentina, en el océano Atlántico, siendo antiguos avistamientos en Sudáfrica y Nueva Zelanda erróneos. Habitan el fondo marino de la plataforma continental e incluso más abajo, en el talud continental a profundidades de entre 140 y 1650 m.
Su pesca no reviste ningún interés.